# メガト・アミル・ファイサル・アル・カリディ・イブラヒム
メガト・アミル・ファイサル・アル・カリディ・イブラヒム（マレー語: Megat Amir Faisal Al Khalidi Ibrahim、1978年9月27日 - ）は、マレーシアの元サッカー選手、現サッカー指導者。元マレーシア代表。選手時代のポジションはGK。

## クラブ歴
ペナン州の生まれでペナンFAの下部組織に入団、その後トップチームに昇格した。オリンピック2000のゴールキーパーとして1999シーズンを過ごして以降、再びペナンFAに復帰し、ザムリ・マット・アリフの控えとなった。しかしザムリがペラFAに移籍すると正GKに昇格、ペナンFAの守護神として活躍した。
その後ケダFAに移籍し、ここでの活躍が認められ、またアブドゥル・ハディ・アブドゥル・ハミドが昇格してきた事によってセランゴールFAに2年契約で移籍した。しかし2008シーズンにクラブが低調な成績を残すと、他の年長者達と共に解雇された。
そしてペラFAのトライアルに参加した後正式に契約し同クラブに移籍した。この時のペラFAはモハマド・ハムサニ・アマド、モハマド・ナスリル・ヌルディンの二人の熟練したゴールキーパーを失ったところであった。2010年末で同クラブから解雇されると、地元のペナンFAに復帰した。
2012年にはPBAPP FCに移籍し、マレーシアFAMリーグに参戦した。その後2014年まで在籍し、選手を引退した。

## 代表歴
1997 FIFAワールドユース選手権の際にアンダー代表に選抜された。
また、A代表での出場経験も1998年にあるが、それ以降の出場はなかった。

## 監督歴
2015年4月にハリマウ・ムダのゴールキーパーコーチに就任、サッカー指導者となった。